# صمد أباد (هريس)
صمد أباد هي قرية في مقاطعة هريس، إيران. عدد سكان هذه القرية هو 61 في سنة 2006.